# 山田淳也
山田 淳也（やまだ じゅんや、1976年9月6日 - ）は日本の演出家、プロデューサー、David J. PRODUCTION株式会社 代表取締役。

## 主な演出・プロデュース作品
- INSPIRE 陰陽師（2020年、日生劇場）- 演出
- SPACE SHOWER MUSIC AWARDS（2019年〜2020年、東京国際フォーラム 他）- 演出
- ASIA FASHION AWARD（2018年〜、中正紀念堂）- 演出
- 東京花火大祭〜EDOMODE〜（2018年、お台場海浜公園）- 演出
- This is NIPPON プレミアムシアター 初音ミク×鼓童 スペシャルライブ（2017年、NHKホール） - 演出
- Disney Wedding Dress Collection（2017年〜2020年、東京国立博物館 表慶館 他）- 演出
- 映画「GHOST IN THE SHELL」Exclusive Event (2016年、TABLOID) - 演出
- アサヒスーパードライ CM 「2016年乾杯篇」（2016年、河口湖ステラシアター） - ライブ演出
- TMALL COLLECTION（2016年〜2018年、上海オリエンタルスポーツセンター 他) - 演出
- David J. Production presents「infinity」(2016年、舞浜アンフィシアター) - 総合演出
- David J. Production presents「GIFT」(2016年、舞浜アンフィシアター) - 総合演出
- 「M / mika ninagawa」ウエディングコレクション‟和装”　デビューコレクション（2016年）- 演出
- RIZIN FIGHTING FEDERATION（2015年〜2017年、さいたまスーパーアリーナ 他） - 総合演出
- Gymnastic Art Festa in the dream 2015 vol.1 DOOR(2015年、舞浜アンフィシアター) - 総合プロデュース
- BEAST JAPAN TOUR (2014年〜2016年) - 演出
- MOSHI MOSHI NIPPON FESTIVAL (2014年〜2016年) - 総合演出
- THE SAKE (2014年、エディンバラ・フェスティバル・フリンジ出展作品) - 総合プロデュース
- JILLSTUART & BARBIE WEDDING COLLECTION - 演出
- 東京ガールズコレクション - 演出